# Bildpädagogik
Unter Bildpädagogik wird ein Teilbereich der Mediendidaktik und der Medienpädagogik verstanden, der sich mit Bildern und visuellen Symbolen im Zusammenhang mit Lern-, Lehr-, Bildungs- und Sozialisationsprozessen beschäftigt. Im englischsprachigen Raum wird in diesem Zusammenhang oft von „visual literacy“ gesprochen.
Die „ubiquitäre Präsenz“ von Bildern in den Medien und im öffentlichen Raum hat sowohl in der Erziehungswissenschaft und Medienpädagogik als in verschiedenen Fachdidaktiken eine Auseinandersetzung mit der Frage ausgelöst, wie das Lesen und Verstehen von Bildern gelehrt werden kann. Bereits Jan Amos Comenius hat sich in seinem Werk Orbis sensualium pictus mit dem didaktischen Einsatz von Bildern beschäftigt.
Auf der einen Seite geht es bei der Bildpädagogik um die Frage, wie Bilder genutzt werden können, um Lernprozesse zu optimieren (Mediendidaktik), auf der anderen steht die Frage nach den Bildern und Weltbildern im Mittelpunkt dieser Form der Medienpädagogik. Dabei wird die Rolle von bildlich vermitteltem Wissen bei der Aneignung von Welt hinterfragt. Einer allgemeinen Bildwissenschaft zufolge ist das Bild ein „kommunikatives Medium“, das – mit freilich anderen Mitteln – ebenso wie ein Schrifttext in Bezug auf die Wirklichkeit Information und Deutungsangebote liefert. Nach Scholz (2010) lassen sich Bilder einteilen in Abbilder, die ein Objekt oder einen Ausschnitt der Wirklichkeit wiedergeben (sollen), entwerfende Bilder, nach denen etwas hergestellt, gebaut oder konstruiert werden kann, und bildliche Anleitungen, die dem Betrachter erklären, wie etwas zu tun oder herzustellen ist. Mit dieser Einteilung lassen sich Bilder, relativ unabhängig von technischen und ästhetischen Aspekten ihrer Produktion (Fotografien, Zeichnungen, Gemälde usw.) in ihrem didaktischen Potenzial, d. h. aus der Lernerperspektive, beschreiben. Die kognitiven Potentiale von Visualisierung in Kunst und Wissenschaft sind sicherlich noch nicht ausgeschöpft. Außer der Kunstpädagogik hat sich vor allem die Deutschdidaktik mit dem Bildungswert der Bilder auseinandergesetzt; neben der reading literacy ist auch die visual literacy als Aufgabe des Deutschunterrichts erkannt.
Besonders fruchtbar wird aber eine interdisziplinäre Sicht auf das Lernen mit Bildern: Charakteristisch für die Literalität der Gegenwart ist (außerhalb rein wissenschaftlicher Publikationen) weder das isolierte Bild noch der reine Schrifttext, sondern die „Text-Bild-Symbiose“, in der beide Medien etwas leisten, was die Möglichkeiten jedes Einzelmediums übersteigen würde. Dieser Ansatz resultiert aus einer Zusammenarbeit von Kunstpädagogik und Deutschdidaktik und nimmt Lernprozesse in den Blick, die einerseits auf Bild- und Textlektüre beruhen, andererseits in Bild- und Textproduktion münden sollen.
Auch die Untersuchung der Möglichkeiten von Manipulation von Bildern, und dadurch auch mit Bildern, gehört zum Forschungsbereich der Bildpädagogik.
In neueren Publikationen, die sich mit der Rolle von Bildern in pädagogischen und didaktischen Handlungskontexten befassen, wird vor allem der Zusammenhang von Bildkompetenz und Sprachkompetenz betont: Grundlegend für den Umgang mit Bildern und Text-Bild-Symbiosen in der Schule sowie im Rahmen außerschulischer kultureller Bildung ist die Möglichkeit der Versprachlichung des im Bild Gesehenen und Verstandenen, und in umgekehrter Richtung die Möglichkeit, Gedanken und Vorstellungen aus einem Text auch bildlich darzustellen (z. B. in Zeichnungen oder Schaubildern).